# Bowling klub Purger Zagreb
Bowling klub "Purger" (BK "Purger"; Purger Zagreb; Purger) je muški bowling klub iz Zagreba, Republika Hrvatska. 
 
Klub se natječe redovito u Hrvatskoj bowling ligi. 

## O klubu
Klub je osnovan 1999. godine kao Kuglački i bowling klub "Purger", te je imao bowling i kuglačku sekciju, koja je bila preimenovani dotadašnji klub "Zagreb" (ranije "Končar"). 2006. godine se gasi kuglačka sekcija, te "Purger" postaje isključivo bowling klub, te mijenja naziv u BK "Purger". 

Klub je osvajao hrvatsku bowling ligu i kup, kao i prvenstva i kupove u pojedinačnim disiplinama - pojedinačno, par, trojke i petorke.  

## Uspjesi

### Ekipno
(nepotpun popis) 
Hrvatska liga
- prvak: 2003./03.
- doprvak: 2013./14.

Kup Hrvatske
- pobjednik: 2011.

## Unutarnje poveznice
- Kuglački klub Zagreb
- Kuglački klub Purger Zagreb

## Vanjske poveznice
- ddobrilo.net.amis.hr, Bowling Klub Purger - Zargeb
- purgerbowl.netfirms.com, Bowling klub Purger Zagreb, wayback arhiva
- kuglanje.hr, BK Purger - 820010 (Zagrebački kuglački savez)
- sportilus.com, BOWLING KLUB PURGER